# يورغن كروي
يورغن كروي (بالألمانية: Jürgen Croy)‏ مواليد 19 أكتوبر 1946 في تسفيكاو، هو لاعب كرة قدم ألماني دولي سابق كان يلعب كحارس مرمى. سبق له أن لعب في كأس العالم لكرة القدم مع منتخب بلاده. فاز بميدالية أوليمبية في مسابقة كرة القدم.

## روابط خارجية
- يورغن كروي على موقع الاتحاد الدولي (مؤرشف)  (الإنجليزية)
- يورغن كروي على موقع قاعدة بيانات كرة القدم.إي يو (الإنجليزية)
- يورغن كروي على موقع بيانات كرة القدم. دي إي (الألمانية)
- يورغن كروي على موقع ناشيونال فوتبول تيمز (الإنجليزية)
- يورغن كروي على موقع عالم كرة القدم.نت (الإنجليزية)
- يورغن كروي على موقع أوليمبيديا (الإنجليزية)